# 弗卢尔西
弗卢尔西（法語：Floursies，法語發音：[fluʁsi]）是法国上法蘭西大區北部省的一个市镇，属于埃尔普河畔阿韦讷区。

## 地理
弗卢尔西（50°10'53"N, 3°58'7"E）面积4.65 平方千米，位于法国上法蘭西大區北部省，该省份为法国最北部的省份及最长的省份，西北濒北海，西接加来海峡省，南至埃纳省和索姆省，东与比利时接壤。
与弗卢尔西接壤的市镇（或旧市镇、城区）包括：博福尔、瓦蒂尼-拉维克图瓦尔、伯尼、杜尔莱尔、埃克莱布。

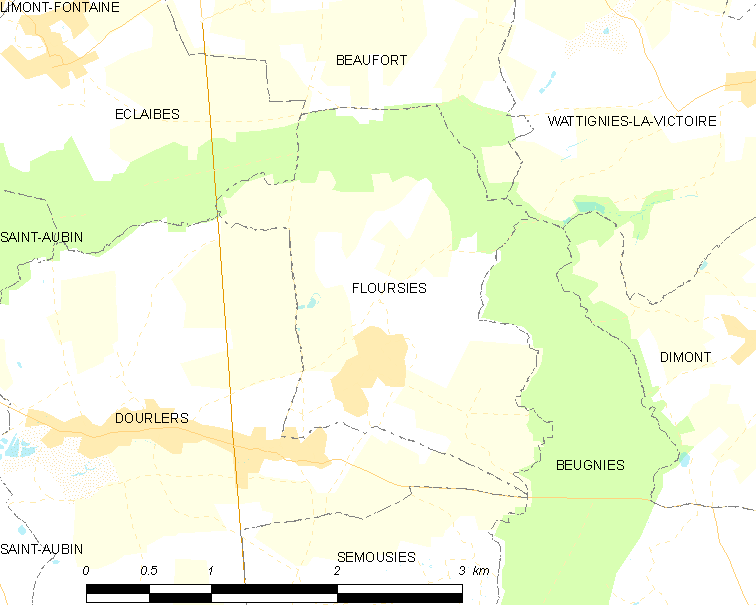
弗卢尔西的OSM定位图

弗卢尔西的时区为UTC+01:00、UTC+02:00（夏令时）。

## 行政
弗卢尔西的邮政编码为59440，INSEE市镇编码为59240。

## 政治
弗卢尔西所属的省级选区为埃尔普河畔阿韦讷县。

## 人口

1962-2008年间弗卢尔西人口变化图示

弗卢尔西于2022年1月1日时的人口数量为127人。